# Daix
Daix település Franciaországban, Côte-d’Or megyében. Lakosainak száma 1520 fő (2022. január 1.). Daix Darois, Talant, Plombières-lès-Dijon, Prenois, Ahuy, Fontaine-lès-Dijon és Hauteville-lès-Dijon községekkel határos.

## Népesség
A település népességének változása:
| Lakosok száma | 497  | 784  | 1479 | 1431 | 1413 | 1427 | 1471 | 1504 | 1541 | 1520 |
|               | 1968 | 1982 | 1999 | 2006 | 2012 | 2015 | 2017 | 2018 | 2020 | 2022 |